# Tetiana Perebyjnis
Tetiana Perebyjnis, ukr. Тетяна Перебийніс (ur. 15 grudnia 1982 w Charkowie) – ukraińska tenisistka, reprezentantka kraju w Fed Cup, olimpijka z Aten (2004) i Pekinu (2008).

## Kariera tenisowa
W gronie juniorek Perebyjnis wygrała Wimbledon 2000 wspólnie z Ioaną Gașpar. Na tym samym turnieju doszła do finału singla dziewcząt ponosząc porażkę z Maríą Emilią Salerni. Z Salerni przegrała także finał US Open 2000. W 1999 zagrała ponadto w finale gry podwójnej dziewcząt na Wimbledonie wspólnie z Irodą Tulyaganovą.
Zawodową tenisistką Perebyjnis była w latach 1996–2010. Zadebiutowała w zawodowym turnieju w Szanghaju w 2000 roku i odpadła w pierwszej rundzie. Rok później doszła do finału gry podwójnej w Taszkencie z Taccianą Puczak. W Taszkencie w 2002 roku była już finalistką zarówno singla, jak i debla – w pierwszym przegrała, w drugim odniosła zwycięstwo. Sezon 2003 ukończyła w pierwszej setce rankingu tenisowego, wygrała turniej w Sopocie i była trzykrotnie w finałach gier podwójnych. W 2004 roku doszła do finału singla w Sztokholmie, przegranego z Alicią Molik. Na French Open 2004 osiągnęła trzecią rundę, eliminując m.in. Jelenę Dokić.
W sezonie 2005 zdobyła deblowe tytuły w Acapulco i Warszawie oraz doszła do finału gry mieszanej na Wimbledonie z Paulem Hanleyem. W 2007 roku w parze z Wierą Duszewiną wygrała turniej w Warszawie.
W latach 1999–2004 i 2008 reprezentowała Ukrainę w Fed Cup notując bilans dziesięciu zwycięstw i dwunastu porażek. Ukrainka zagrała także na igrzyskach olimpijskich w Atenach (2004) i Pekinie (2008), osiągając w Atenach drugą rundę singla i pierwszą debla. W Pekinie odpadła w obydwu konkurencjach w pierwszych meczach. W Atenach startowała w konkurencji gry podwójnej z Juliją Bejhelzimer, a w Pekinie z Mariją Korytcewą.
W rankingu gry pojedynczej Perebyjnis najwyżej była na 55. miejscu (21 kwietnia 2008), a w klasyfikacji gry podwójnej na 35. pozycji (21 kwietnia 2008).

## Historia występów wielkoszlemowych
Legenda
     W, wygrany turniej
      F, przegrana w finale
      SF, przegrana w półfinale
      QF, przegrana w ćwierćfinale
     xR, przegrana w x rundzie
     A, brak startu

### Występy w grze pojedynczej
| Australian Open        | A   | A   | A   | Q1  | Q3  | Q1 | 1R | 2R  | A   | Q2 | 2R | A  | przerwa w grze | A | A | A | A    | A | 0 / 3  | 2 – 3   |  |  |  |  |  |  |
| French Open            | A   | A   | A   | Q1  | Q1  | 1R | 3R | 1R  | A   | Q2 | 1R | A  | przerwa w grze | A | A | A | A    | A | 0 / 4  | 2 – 4   |  |  |  |  |  |  |
| Wimbledon              | A   | A   | A   | Q2  | 1R  | 2R | 3R | 1R  | Q2  | 2R | 2R | 1R | przerwa w grze | A | A | A | A    | A | 0 / 7  | 5 – 7   |  |  |  |  |  |  |
| US Open                | A   | A   | A   | 1R  | Q2  | 2R | 1R | A   | Q1  | 1R | 3R | A  | przerwa w grze | A | A | A | A    | A | 0 / 5  | 3 – 5   |  |  |  |  |  |  |
|                        |     |     |     |     |     |    |    |     |     |    |    |    |                |   |   |   |      |   |        |         |  |  |  |  |  |  |
| Ranking na koniec roku | 500 | 267 | 188 | 148 | 114 | 80 | 90 | 214 | 158 | 96 | 89 | –  | –              | – | – | – | 1208 | – | 0 / 19 | 12 – 19 |  |  |  |  |  |  |

### Występy w grze podwójnej
| Australian Open        | A   | A   | A   | A   | 1R | 1R | 1R | 1R | A  | 1R | 3R | A  | przerwa w grze | A | A | A | A | A | 0 / 6  | 2 – 6   |  |  |  |  |  |  |
| French Open            | A   | A   | A   | A   | 2R | 1R | 2R | 1R | A  | 3R | 1R | A  | przerwa w grze | A | A | A | A | A | 0 / 6  | 4 – 6   |  |  |  |  |  |  |
| Wimbledon              | A   | A   | A   | 1R  | 2R | 1R | A  | 2R | SF | 1R | 2R | 2R | przerwa w grze | A | A | A | A | A | 0 / 8  | 8 – 8   |  |  |  |  |  |  |
| US Open                | A   | A   | A   | 2R  | 1R | 2R | 1R | A  | 1R | 2R | 1R | A  | przerwa w grze | A | A | A | A | A | 0 / 7  | 3 – 7   |  |  |  |  |  |  |
|                        |     |     |     |     |    |    |    |    |    |    |    |    |                |   |   |   |   |   |        |         |  |  |  |  |  |  |
| Ranking na koniec roku | 704 | 250 | 179 | 132 | 80 | 55 | 96 | 57 | 71 | 58 | 67 | –  | –              | – | – | – | – | – | 0 / 27 | 17 – 27 |  |  |  |  |  |  |

### Występy w grze mieszanej
| Australian Open | A | A | A | A | A | A | A  | A | A  | A  | A | A | przerwa w grze | A | A | A | A | A | 0 / 0 | 0 – 0 |  |  |  |  |  |  |  |
| French Open     | A | A | A | A | A | A | A  | A | A  | A  | A | A | przerwa w grze | A | A | A | A | A | 0 / 0 | 0 – 0 |  |  |  |  |  |  |  |
| Wimbledon       | A | A | A | A | A | A | 1R | F | 2R | 3R | A | A | przerwa w grze | A | A | A | A | A | 0 / 4 | 7 – 4 |  |  |  |  |  |  |  |
| US Open         | A | A | A | A | A | A | A  | A | A  | A  | A | A | przerwa w grze | A | A | A | A | A | 0 / 0 | 0 – 0 |  |  |  |  |  |  |  |
|                 |   |   |   |   |   |   |    |   |    |    |   |   |                |   |   |   |   |   |       |       |  |  |  |  |  |  |  |
|                 |   |   |   |   |   |   |    |   |    |    |   |   |                |   |   |   |   |   | 0 / 4 | 7 – 4 |  |  |  |  |  |  |  |

## Finały turniejów WTA
| Legenda                | Legenda |
| ---------------------- | ------- |
| Wielki Szlem           |         |
| Igrzyska olimpijskie   |         |
| WTA Tour Championships |         |
| 1988 – 2008            |         |
| Kategoria I            |         |
| Kategoria II           |         |
| Kategoria III          |         |
| Kategoria IV           |         |
| Kategoria V            |         |

### Gra pojedyncza 1 (0–1)
| Końcowy wynik | Nr | Data            | Turniej   | Nawierzchnia | Przeciwniczka | Wynik finału |
| ------------- | -- | --------------- | --------- | ------------ | ------------- | ------------ |
| Finalistka    | 1. | 2 sierpnia 2004 | Sztokholm | Twarda       | Alicia Molik  | 1:6, 1:6     |

### Gra podwójna 11 (6–5)
| Końcowy wynik | Nr | Data             | Turniej   | Nawierzchnia | Partnerka                  | Przeciwniczki                                | Wynik finału      |
| ------------- | -- | ---------------- | --------- | ------------ | -------------------------- | -------------------------------------------- | ----------------- |
| Finalistka    | 1. | 17 czerwca 2001  | Taszkent  | Twarda       | Tacciana Puczak            | Petra Mandula Patricia Wartusch              | 1:6, 4:6          |
| Zwyciężczyni  | 1. | 16 czerwca 2002  | Taszkent  | Twarda       | Tacciana Puczak            | Mia Buric Galina Fokina                      | 7:5, 6:2          |
| Finalistka    | 2. | 23 lutego 2003   | Bogota    | Ceglana      | Tina Križan                | Katarina Srebotnik Åsa Svensson              | 2:6, 1:6          |
| Finalistka    | 3. | 14 kwietnia 2003 | Budapeszt | Ceglana      | Conchita Martínez Granados | Petra Mandula Elena Tatarkova                | 3:6, 1:6          |
| Zwyciężczyni  | 2. | 3 sierpnia 2003  | Sopot     | Ceglana      | Silvija Talaja             | Maret Ani Libuše Průšová                     | 6:4, 6:2          |
| Finalistka    | 4. | 10 sierpnia 2003 | Helsinki  | Ceglana      | Silvija Talaja             | Ołena Tatarkowa Jewgienija Kulikowska        | 3:6, 7:6(5), 3:6  |
| Zwyciężczyni  | 3. | 21 lutego 2005   | Acapulco  | Ceglana      | Alina Żydkowa              | Rosa María Andrés Conchita Martínez Granados | 7:5, 6:3          |
| Zwyciężczyni  | 4. | 1 maja 2005      | Warszawa  | Ceglana      | Barbora Strýcová           | Klaudia Jans Alicja Rosolska                 | 6:1, 6:4          |
| Zwyciężczyni  | 5. | 30 kwietnia 2007 | Warszawa  | Ceglana      | Wiera Duszewina            | Jelena Lichowcewa Jelena Wiesnina            | 7:5, 3:6, 10–2    |
| Finalistka    | 5. | 11 stycznia 2008 | Sydney    | Twarda       | Tacciana Puczak            | Yan Zi Zheng Jie                             | 4:6, 6:7(5)       |
| Zwyciężczyni  | 6. | 25 maja 2008     | Strasburg | Ceglana      | Yan Zi                     | Chan Yung-jan Chuang Chia-jung               | 6:4, 6:7(3), 10–6 |

### Gra mieszana 1 (0–1)
| Końcowy wynik | Nr | Data         | Turniej   | Nawierzchnia | Partner     | Przeciwnicy                 | Wynik finału |
| ------------- | -- | ------------ | --------- | ------------ | ----------- | --------------------------- | ------------ |
| Finalistka    | 1. | 2 lipca 2005 | Wimbledon | Trawiasta    | Paul Hanley | Mary Pierce Mahesh Bhupathi | 4:6, 2:6     |

## Finały juniorskich turniejów wielkoszlemowych

### Gra pojedyncza (0–2)
| Końcowy wynik | Nr | Data | Turniej            | Nawierzchnia | Przeciwniczka        | Wynik finału |
| ------------- | -- | ---- | ------------------ | ------------ | -------------------- | ------------ |
| Finalistka    | 1. | 2000 | Wimbledon, Londyn  | Trawiasta    | María Emilia Salerni | 4:6, 5:7     |
| Finalistka    | 2. | 2000 | US Open, Nowy Jork | Twarda       | María Emilia Salerni | 3:6, 4:6     |

### Gra podwójna (1–1)
| Końcowy wynik | Nr | Data | Turniej           | Nawierzchnia | Partnerka         | Przeciwniczki                      | Wynik finału  |
| ------------- | -- | ---- | ----------------- | ------------ | ----------------- | ---------------------------------- | ------------- |
| Finalistka    | 1. | 1999 | Wimbledon, Londyn | Trawiasta    | Iroda Tulyaganova | Dája Bedáňová María Emilia Salerni | 1:6, 6:2, 2:6 |
| Zwyciężczyni  | 1. | 2000 | Wimbledon, Londyn | Trawiasta    | Ioana Gașpar      | Dája Bedáňová María Emilia Salerni | 7:6(2), 6:3   |